# Filip Lazarov
Filip Lazarov (Veles, 21 de abril de 1985) es un entrenador y exjugador de balonmano macedonio que jugaba de lateral izquierdo en el SG Ratingen 2011. Es internacional con la Selección de balonmano de Macedonia del Norte. Es hermano de Kiril Lazarov, uno de los mejores jugadores de balonmano de los últimos años.

## Palmarés

### Metalurg
- Liga de Macedonia de balonmano (3): 2006, 2010, 2011
- Copa de Macedonia de balonmano (3): 2006, 2010, 2011

### Vardar
- Liga de Macedonia de balonmano (3): 2013, 2015, 2016
- Copa de Macedonia de balonmano (4): 2012, 2014, 2015, 2016

### Besiktas
- Liga de Turquía de balonmano (2): 2017, 2018
- Copa de Turquía de balonmano (2): 2017, 2018
- Supercopa de Turquía de balonmano (2): 2017, 2018

## Clubes
- RK Metalurg Skopje (2003-2006)
- PLER KC (2006-2007)
- RK Metalurg Skopje (2007-2011)
- RK Pelister (2011)
- RK Vardar (2011-2016)
- CH Politehnica Timisoara (2016-2017)[4]
- RK Pelister (2017)
- Beşiktaş J.K. Handball Team (2017-2018)
- SG Ratingen 2011 (2018-2021 )